# Ирокешки језици
Ирокешки језици су језичка породица која је била заступљена у источном делу Северне Америке. Типични су представници полисинтетичких језика. Језицима из ове породице су говорили северноамерички домороци из ирокешке породице народа.
Данас су сви живи ирокешки језици сем чирокијског и мохочког језика озбиљно угрожени, и имају само мали број старијих говорника.

## Класификација
Ирокешки језици:
- I) Северни ирокешки језици
  - А) Језерски ирокешки језици
    - а) Ходиношонско-сасквеханочки језици
      - Ходиношонски језици (језици ирокешке конфедерације)
        - Сенечко-Кајушки језици
          - Сенечки језик
          - Кајушки језик

        - Онандашки језик
        - Онајдско-Мохочки језици
          - Онајдски језик
          - Мохочки језик (мохачки)

      - Сасквеханочки језик †

    - б) Хуронски језици
      - Хуронски језик (вендатски) †
      - Петунски језик (тиононтатски) †

    - в) Нејасно
      - Венрохрононски језик †
      - Неутралски језик †
      - Иријски језик †
      - Сенлореншки ирокешки језик †

  - Б) Таскарорско-нотовејски језици
    - Таскарорски језик
    - Нотовејски језик †
    - Мехерински језик †
- II) Јужни ирокешки језици
  - Чирокијски језик